# Kankaro
Kankaro ou Kankaronmäki  est un quartier et une zone statistique de Kuusankoski à Kouvola en Finlande .

## Description
Kankaro est situé dans la partie sud de l'ancien Kouvola. 
Kankaro comprend les zones de Kankaronmäki, Eskolanmäki, Pyydysmäki, Haanoja, Rekola et Alakylä.
Les quartiers voisins sont Kaunisnurmi, Sarkola, Vahtero, Korjala, Kymintehdas, Kiehuva et Koria.
Kankaro est desservi par la seututie 367.